# Rue de la Chaumière (Schaerbeek)
Pour les articles homonymes, voir Rue de la Chaumière.
La rue de la Chaumière (en néerlandais : Hutstraat) est une rue bruxelloise de la commune de Schaerbeek qui va de la rue Verte à la petite rue des Secours.
La numérotation des habitations va de 1A à 43 pour le côté impair et de 2 à 38 pour le côté pair.

## Adresses notables
- no 41 : Maison où a habité Haja Roter-Tenenbaum. Un pavé de mémoire a été installé le 20 juillet 2011 devant la maison car elle fut déportée et assassinée à Auschwitz en 1943.

## Galerie de photos

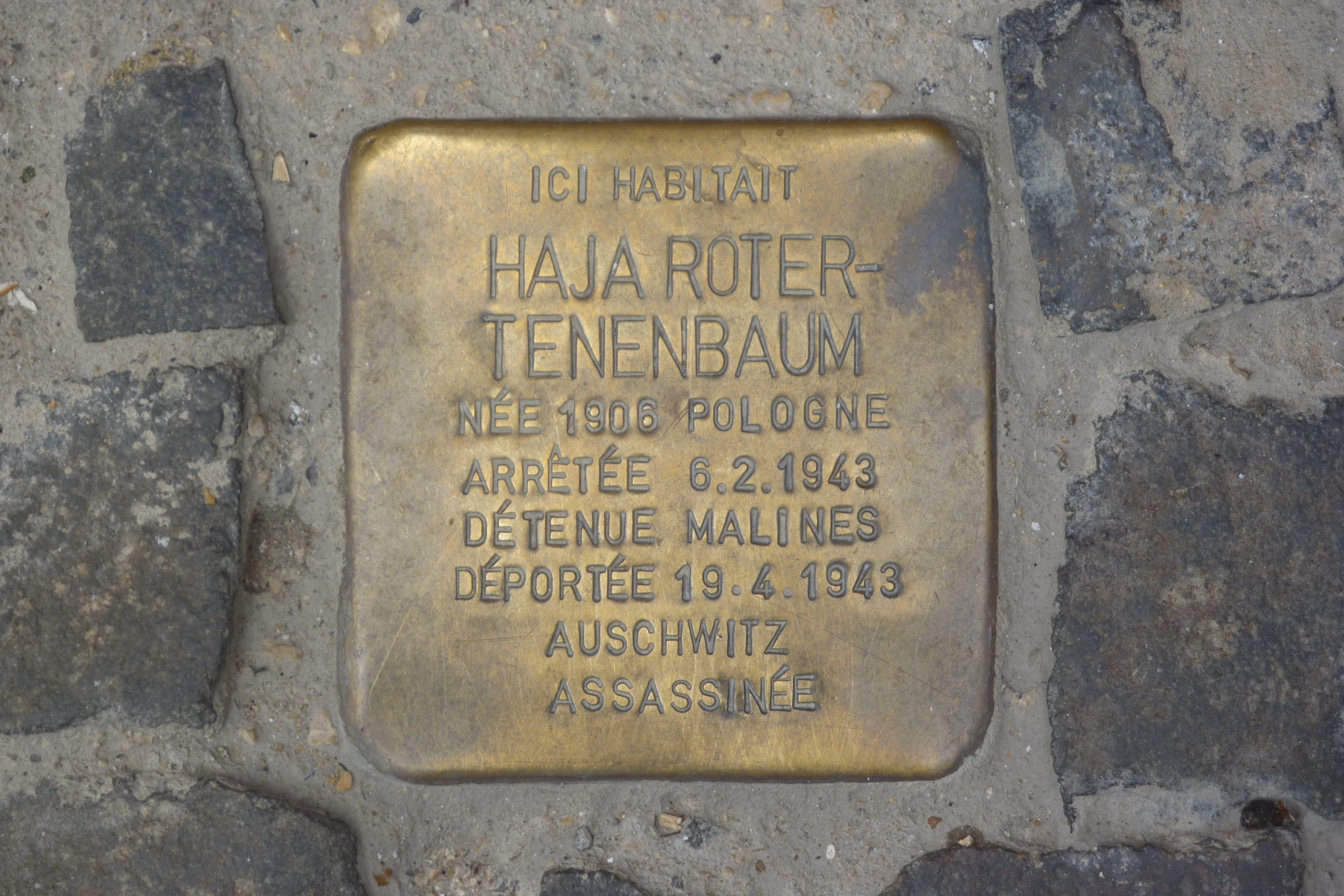
Pavé de mémoire au no 41